# Centro histórico de Paramaribo
El centro histórico de Paramaribo, se encuentra en la ciudad de Paramaribo que refleja una villa colonial neerlandesa de los siglos XVII y XVIII situada en la costa norte de América del Sur, es hoy la capital de Surinam. En 2002 fue incluido en la lista de Patrimonio de la Humanidad de la Unesco.

## Características

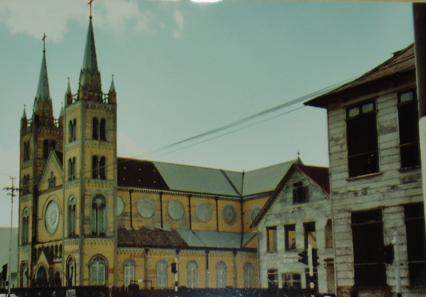
Catedral de San Pedro y San Pablo de Paramaribo.

El plano de elevado carácter distintivo y original para el trazado de las calles del centro histórico permanece intacto en la actualidad. Sus edificios muestran la fusión gradual de la influencia arquitectónica de los Países Bajos con las técnicas y materiales tradicionales, creando lo que la UNESCO clasifica como un nuevo "lenguaje arquitectónico", por lo que a principios del siglo XXI fue incluida en su lista de Patrimonio de la Humanidad.

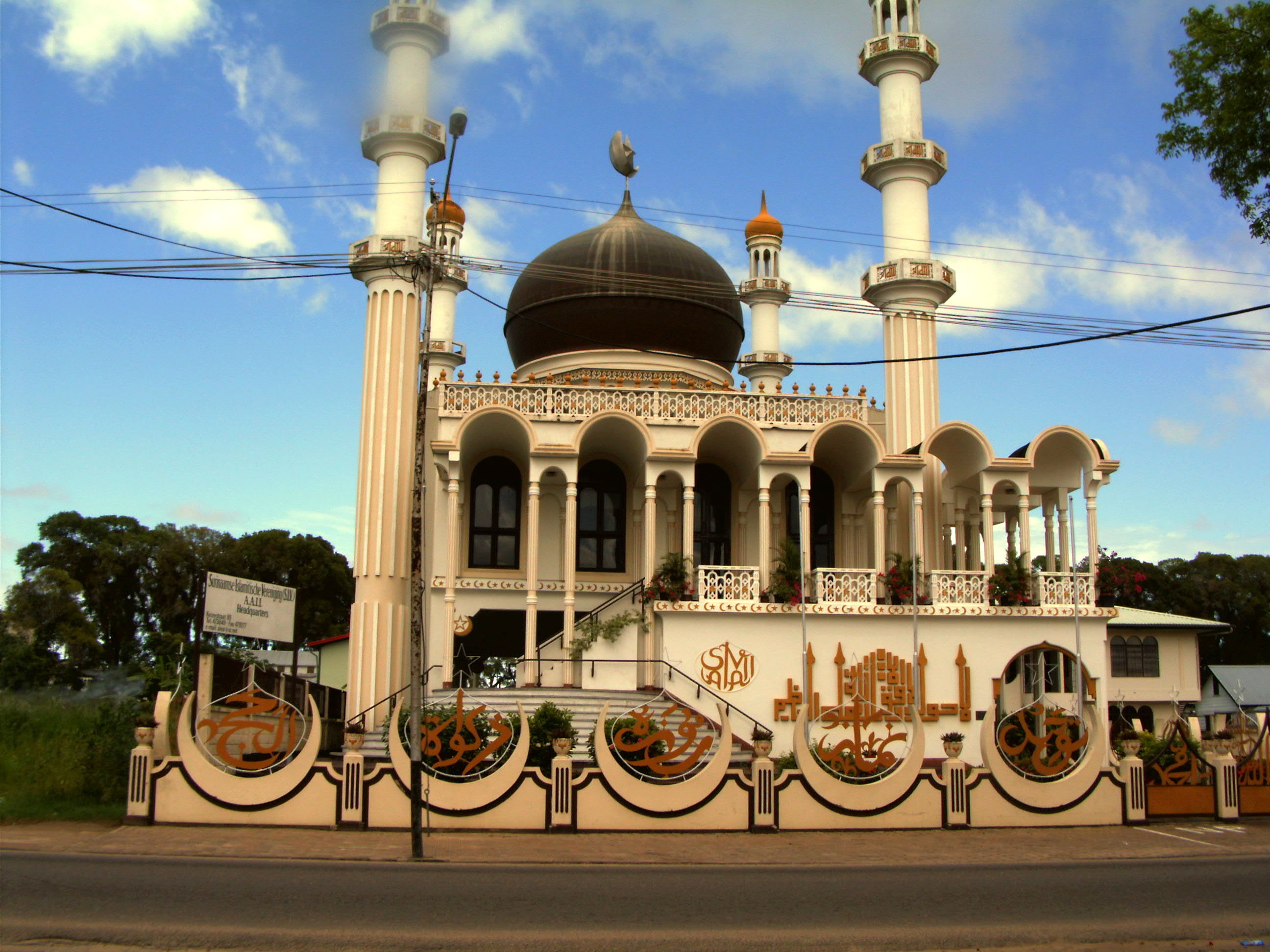
Mezquita de la Keizerstraat.

Se encuentran en la ciudad una gran variedad de edificios coloniales y religiosos debido a su diversidad étnica, posee diversas mezquitas, dos templos hindúes, una sinagoga y una catedral católica dedicada a San Pedro y San Pablo construida en 1885 en madera. Entre los templos religiosos, destacan la Mezquita y Sinagoga Keizerstraat.